# Jeff Campitelli
Jeff Campitelli (29 dicembre 1960) è un batterista statunitense che ha collaborato con il chitarrista Joe Satriani (dal periodo precedente alla sua carriera da solista, quando suonava con i The Squares.) in molti suoi album, sia in studio che dal vivo.